# Balagere, Kolar
Balagere là một làng thuộc tehsil Kolar, huyện Kolar, bang Karnataka, Ấn Độ.